# Initiative Ordensleute für den Frieden
Die Initiative Ordensleute für den Frieden (IOF) ist zunächst als Zusammenschluss von Mitgliedern christlicher Orden aus der Friedensbewegung hervorgegangen. Mittlerweile gehören ihr auch Christen ohne geistliches Amt und auch Nichtchristen an. Finanziert wird die Initiative durch Spendengelder.
Der Name erklärt sich aus der Gründungsphase. Allerdings haben viele der Ordensmitglieder mittlerweile entweder ihren Orden oder die Initiative verlassen. Öffentlich bekannt wurde zuletzt der Austritt von Gregor Böckermann aus dem Orden der Weißen Väter, den er selbst mit Kritik an seinem Engagement begründet, der aber einherging mit einer Hochzeit wenige Monate nach dem Austritt (Frankfurter Rundschau vom 3. Juni 2005). Die Webseite der Initiative gibt keine Auskunft darüber, wie viele Mitglieder die Initiative heute noch hat, die tatsächlich Ordensleute sind.
Die Initiative wurde 1983 gegründet, um gegen den NATO-Doppelbeschluss zu protestieren. Bis 1990 hielten Mitglieder eine ständige Mahnwache vor der Cruise Missile-Basis in Hasselbach im Hunsrück ab; danach wurden die Stationierungspläne auf Grund der geänderten weltpolitischen Situation politisch ad acta gelegt. Die IOF protestierte auch 2003 mit öffentlichen Aktionen gegen den Irakkrieg.
Seit 1990 ist ein Schwerpunkt der IOF die Kapitalismuskritik, da sie den Kapitalismus als Quelle sozialer Ungerechtigkeit ansieht. Sie spricht von Kasinokapitalismus. Die IOF veranstaltet  regelmäßig Mahnwachen und Protestaktionen vor der Zentrale der Deutschen Bank in Frankfurt am Main, die sie als Symbol des Kapitalismus bzw. des Neoliberalismus betrachtet. 1993 ketteten sich zum Beispiel Mitglieder am Eingang der Bank an, 1995 pflanzten sie vor der Zentrale einen Apfelbaum, 1998 kippten sie Gülle vor dem Eingang aus.
Mehrfach wurden IOF-Mitglieder nach Protestaktionen zu Geldstrafen verurteilt (z. B. wegen Hausfriedensbruch); im Allgemeinen weigerten sie sich, diese zu zahlen, und traten stattdessen eine mehrtägige Haftstrafe an.

Für ihr Friedensengagement wurde die IOF im Jahr 2003 mit dem Aachener Friedenspreis ausgezeichnet. Die Begründung lautete: 

„Die über 20 Jahre währende intensive und engagierte Friedensarbeit sowie das gewaltfreie, mutige Eintreten für soziale Gerechtigkeit sind ein nachahmenswertes und ermutigendes Beispiel in einer Zeit, in der immer nur Gewalt als Fortsetzung gescheiterter Politik gesehen und praktiziert wird. Der Mut, persönlich in Aktionen den Ursachen von Krieg und Gewalt und ihren Protagonisten öffentlich entgegenzutreten, ist würdig mit dem Friedenspreis geehrt zu werden.“